# Kleine strijder
Kleine strijder is een lied van de Nederlandse zangeres Babette van Veen. Het werd in 2016 als single uitgebracht.

## Achtergrond
Kleine strijder is geschreven door Reinout Douma en Babette van Veen. Het is een lied uit de genres nederpop en luisterlied. In het lied zingt de artiest over een kind dat geen ouders heeft en waar zij zich om bekommert. Van Veen schreef het nummer nadat Stichting Het Vergeten Kind haar vroeg om een nummer te schrijven voor de Week van het Vergeten Kind 2016. Van Veen is ambassadeur van de Stichting. Ze vertelde dat ze niet lang hoefde na te denken of ze het nummer wilde schrijven, maar dat ze wel moeite had om de juiste woorden voor het lied te vinden. Dit was het geval omdat ze met het lied duidelijk wilde maken hoeveel de kinderen voor haar betekenden. In het lied is de muziek ingespeeld door het Noordpool orkest.

## Hitnoteringen
De zangeres had weinig succes met het lied in de Nederlandse hitlijsten. Er was geen notering in de Single Top 100 en ook de Top 40 werd niet bereikt. Bij laatstgenoemde was er wel de achttiende positie in de Tipparade.